# Cyclone Ingrid
Pour l’article homonyme, voir Cyclone tropical Ingrid.
Ingrid est le nom attribué au cyclone tropical qui s’est développé le 3 mars 2005 dans la mer de Corail, à l’est de l’Australie. D’abord classé catégorie 5 le 8 mars 2005 en pleine mer, il s’est affaibli à l’approche des côtes australiennes et fut rétrogradé en cyclone de catégorie 3 le 9 mars. Les vents destructeurs du centre du cyclone, de plus de 220 km/h dans une zone de 40 km de diamètre, ont frappé l’État australien du Queensland entre 6 et 9 heures (heure locale) le matin du 10 mars. La tempête a continué à s’affaiblir : elle toucha la péninsule du cap York en tant que tempête de catégorie 2, puis devint tempête de catégorie 1 après avoir dépassé la péninsule au nord des villes de Coen et Lockhart River. Il n’y eut que de faibles dommages matériels liés aux vents et aux inondations. Mais au large de la côte sud de la Papouasie-Nouvelle-Guinée cinq personnes périrent dans le naufrage de leur navire dans la tempête.
Après avoir dépassé la ville de Weipa, la tempête Ingrid se renforça de nouveau alors qu’elle se déplaçait à travers le golfe de Carpentaria vers le Territoire du Nord. Elle frappa la ville de Nhulunbuy en tant que tempête de catégorie 4 et continua de s’intensifier en un cyclone de catégorie 5, avec en son sein des vents violents pouvant atteindre la vitesse de 320 km/h. Le cyclone dépassa la péninsule de Cobourg dans les premières heures du 13 mars, puis mit le cap à l’ouest. Les populations isolées le long des côtes ont subi des dommages considérables, notamment à la suite d'inondations localisées.
Ingrid atteignit les îles Tiwi en tant que tempête de catégorie 3, puis se dirigea à l’ouest à travers la mer de Timor. Les infrastructures de ces îles ont fortement été touchées par les chutes d’arbres, emportés par des vents de plus de 200 km/h, sur les immeubles et les véhicules. La ville de Darwin en Australie a également subi des vents violents et de fortes précipitations, mais dans une moindre mesure, n’étant touchée que par la zone sud du cyclone. Darwin avait été en partie détruite par le cyclone Tracy de catégorie 4, le matin de 25 décembre 1974.
Le 15 mars 2005, Ingrid s'approche de la côte nord de la région de Kimberley à l’ouest de l’Australie, et est de nouveau classé en catégorie 5.